# Anthomyia malagascia
Anthomyia malagascia este o specie de muște din genul Anthomyia, familia Anthomyiidae, descrisă de Ackland în anul 2001.
Este endemică în Madagascar. Conform Catalogue of Life specia Anthomyia malagascia nu are subspecii cunoscute.